# Chile ved sommer-OL 1896
Chile under Sommer-OL 1896. Der var en deltager, den mandlige atlet Luis Subercaseaux, som konkurrerede for Chile under Sommer-OL 1896 i Athen. Chile var en af fire nationer som ikke vandt nogen medalje af de fjorten nationer som deltog i de første moderne olympiske lege i 1896.   

## Medaljer
| 1896 Athen | Guld | Sølv | Bronze | Total |
| Chile      | 0    | 0    | 0      | 0     |

Det blev ikke uddelt guld, sølv og bronzemedaljer under sommer-OL 1896 i Athen. Vinderen fik en sølvmedalje, og den som kom på andenpladsen fik bronze. Det var først under sommer-OL 1904 det blev uddelt medaljer til de tre bedste, men IOC har med tilbagevirkende kraft besluttet at medaljefordelingen også gælder for de olympiske lege 1896 i Athen og 1900 i Paris.